# Wybory do Lokalnej Rady Samorządowej Nauru w 1959 roku
Trzecie wybory do Lokalnej Rady Samorządowej Nauru miały miejsce 12 grudnia 1959 roku. Siedmiu z dziewięciu polityków uzyskało reelekcję, a na przewodniczącego rady ponownie wybrano Hammera DeRoburta.
| Okręg wyborczy | Wybrani posłowie              |
| -------------- | ----------------------------- |
| Aiwo           | Raymond Gadabu                |
| Anabar         | Agoko Doguape                 |
| Anetan         | Roy Degoregore                |
| Boe            | Hammer DeRoburt               |
| Buada          | Austin Bernicke               |
| Meneng         | Ategan Bop                    |
| Ubenide        | Buraro Detudamo, Victor Eoaeo |
| Yaren          | Joseph Audoa                  |
| Źródło:        |                               |

23 grudnia 1961 odbyły się wybory uzupełniające w dystrykcie Ubenide. Ośmiu kandydatów starało się wejść w miejsce Burara Detudamo, który zrezygnował z pełnienia funkcji. Oddano 221 głosów (w tym 7 nieważnych), a posłem, który wygrał te wybory był Adeang Deireragea.
W grudniu 1963, tuż przed kolejnymi wyborami do rady, zorganizowano kolejne wybory uzupełniające. Posłem, który zrzekł się pełnienia swej funkcji był wybrany w poprzednich wyborach dodatkowych Adeang Deireragea. W jego miejsce ponownie wszedł Buraro Detudamo.